# Mehedința, Prahova
Mehedința (mai vechi, Mehedinți, Păcălești, Păcăloaia) este un sat în comuna Podenii Noi din județul Prahova, Muntenia, România.
Așezarea este atestată documentar din 1526.
Localitatea a avut rang de comună, din 1931, fiind desființată în 1968.